# Rhagonycha galiciana
Rhagonycha galiciana é uma espécie de insetos coleópteros polífagos pertencente à família Cantharidae.
A autoridade científica da espécie é Gougelet, tendo sido descrita no ano de 1859.
Trata-se de uma espécie presente no território português.